# Eparchie permská
Eparchie Perm je eparchie ruské pravoslavné církve nacházející se v Rusku.

## Území a titul biskupa
Zahrnuje správní hranice území městského okruhu Čajkovskij, Krasnokamsk, Dobrjanka, Lysva, také Kujedinského, Jelovského, Bardymského, Osinského, Permského, Berjozovského, Kyšertského, Suksunského, Okťabrského, Černušinského, Uinského, Ordinského a Kungurského rajónu Permského kraje.
Eparchiálnímu biskupovi náleží titul biskup permský a kungurský.

## Historie
Permská země byla od počátku christianizace součástí novgorodské a rostovské eparchie. Moskevská knížata která získala politickou sílu se snažili oslabit rozsáhlou Novgorodskou republiku a proto převedla Permské země do rostovské eparchie, která jim byla více podřízena. S rozšířením křesťanství díky činnosti svatého Stefana Permského, byla roku 1383 oddělena od rostovské eparchie nová eparchie permská. Sídlo eparchie se nacházelo v Usť-Vymu a zahrnovala celý severovýchod ruské země a také Ural a Sibiř.
Roku 1492 byla na příkaz moskevského velkoknížete Ivana III. připojena k eparchii Vologda s okolím a od roku 1589 se stala eparchiálním sídlem. Biskupové se nazývali biskup vologdský a velikopermský.
Jakou součást eparchie měl v 16. a 17. století Čerdynský bogoslovský monastýr zvláštní postavení. V roce 1580 obdržel tento monastýr od Ivana Hrozného zakládací listinu, která mu zajistila větší nezávislost v hospodářských a duchovních záležitostech a tuto listinu potvrdili nově nastupující ruští carové v letech 1586, 1600, 1608, 1615 a 1624.
Dne 15. prosince 1657 byla Nejsvětějším synodem a patriarchou Nikonem zřízena eparchie vjatská, která zahájila svou činnost o rok později příchodem biskupa Alexandra do eparchiálního sídla ve městě Chlynov. Biskupové eparchie získaly titul biskup vjatský a velikopermský. Velky moskevský sobor rozhodl v letech 1666-1667 o znovuzřízení permské eparchie, nicméně v druhé polovině 17. století se Permské země staly součástí velikousťugské eparchie, zřízené roku 1682 oddělením od vologdské eparchie.
Dne 29. prosince 1708 rozdělil car Petr I. Veliký Rusko na 8 velkých provincií a tím se změnily i hranice eparchií.
Dne 29. listopadu 1780 podepsala carevna Kateřina II. Veliká osobní dekret o vytvoření provinčního města Perm jako centra vytvářeného Permského místodržitelství a výnosem cara Pavla I. Ruského z 23. prosince 1796 o rozdělení Ruska na gubernie bylo Permské místodržitelství přeměněno na Permskou gubernii s centrem ve městě Perm.
Dne 27. října 1799 byla dekretem cara Pavla I. zřízena permská eparchie oddělením území z vjatské a tobolské eparchie. Biskup získal titul biskup permský a jekatěrinburský.
Dne 19. března 2014 byla rozhodnutím Svatého synodu zřízena nová eparchie solikamská a eparchie kudymkarská. Staly se součástí nově vzniklé permské metropole.

## Seznam biskupů

### Permští biskupové se sídlem v Usť-Vymu
- 1383–1396 Stefan, svatořečený
- 1397–1416 Isaakij
- 1416–1441 Gerasim, svatořečený

### Permští a Velikopermští biskupové v Usť-Vymu
- 1447–1456 Pitirim, svatořečený
- 1456–1470 Iona, svatořečený
- 1471–1471 Amfilochij
- 1471–1492 Filofej

### Velikopermští a Vologdští biskupové v Usť-Vymu
- 1492–1501 Filofej
- 1502–1508 Nikon
- 1508–1514 Stefan II.
- 1514–1520 Protasij
- 1520–1524 Pimen (Chodykin)
- 1525–1543 Alexij
- 1543–1547 Afanasij
- 1547–1558 Kiprian
- 1559–1568 Ioasaf
- 1568–1574 Makarij
- 1576–1584 Varlaam
- 1585–1587 Antonij, svatořečený

### Vologdští a Velikopermští biskupové ve Vologdě
- 1588–1603 Iona (Dumin)
- 1603–1609 Ioasaf II.
- 1611–1613 Silvestr
- 1613–1616 Nektarios
- 1617–1619 Makarij
- 1620–1625 Kornilij
- 1625–1626 Nektarios, podruhé
- 1626–1645 Varlaam II.
- 1645–1657 Markell, svatořečený

### Vjatští a Velikopermští biskupové v Chlynově
- 1657–1674 Alexandr
- 1674–1699 Iona, místně svatořečený
- 1700–1719 Dionisij (Ušakov)
- 1719–1733 Alexij (Titov)
- 1733–1737 Lavrentij (Gorka)
- 1737–1739 Kiprian (Skripicyn)
- 1739–1742 Veniamin (Sachnovskij)
- 1743–1748 Varlaam (Skamnickij)
- 1748–1755 Antonij (Illjaševič)
- 1758–1774 Varfolomej (Ljubarskij)
- 1774–1796 Lavrentij (Baranovič)
- 1796–1799 Amvrosij (Jakovlev-Orlin)

### Permští a Jekatěrinburští biskupové v Permu
- 1799–1799 Arsenij (Moskvin)
- 1800–1802 Ioann (Ostrovskij)
- 1802–1823 Iustin (Višněvskij)
- 1823–1828 Dionisij (Cvetajev)
- 1828–1831 Meletij (Leontovič), svatořečený
- 1831–1834 Arkadij (Fjodorov)

### Permští a Verchoturchští biskupové v Permu
- 1834–1851 Arkadij (Fjodorov)
- 1851–1868 Neofit (Sosnin)
- 1868–1876 Antonij (Smolin)
- 1876–1883 Vassian (Čudnovskij)
- 1883–1883 Nafanail (Leandrov), dočasný administrátor, biskup jekatěrinburský a vikář permské eparchie
- 1883–1885 Jefrem (Rjazanov)

### Permští a Solikamští biskupové v Permu
- 1885–1888 Jefrem (Rjazanov)
- 1888–1892 Vladimir (Nikolskij)
- 1892–1902 Petr (Losev)
- 1902–1905 Ioann (Alexejev)
- 1905–1908 Nikanor (Naděždin)
- 1908–1914 Palladij (Dobronravov)
- 1914–1916 Andronik (Nikolskij), svatořečený mučedník

### Permští a Kungurští biskupové v Permu
- 1916–1918 Andronik (Nikolskij)
- 1918–1918 Boris (Šipulin), dočasný administrátor
- 1918–1918 Feodor (Pozdějevskij), odmítl jmenování, svatořečený mučedník
- 1919–1920 Varlaam (Novgorodskij), dočasný administrátor, biskup solikamský, vikář permské eparchie
- 1920–1923 Silvestr (Bratanovskij)

### Permští a Solikamští biskupové v Permu
- 1924–1926 Arkadij (Jeršov), dočasný administrátor, svatořečený mučedník
- 1926–1927 Stefan (Znamirovskij), dočasný administrátor
- 1927–1927 Varlaam (Rjašencev)
- 1927–1930 Pavlin (Krošečkin), svatořečený mučedník
- 1930–1930 Chrisanf (Klementěv), dočasný administrátor
- 1930–1931 Nikolaj (Pokrovskij)
- 1931–1931 Varlaam (Kozulja), dočasný administrátor
- 1931–1933 Irinarch (Siněokov-Andrijevskij)
- 1933–1935 Gleb (Pokrovskij)
- 1935–1935 Varlaam (Kozulja), dočasný administrátor
- 1936–1937 Petr (Saveljev), dočasný administrátor
  - 1937–1943 eparchie neobsazena

### Molotovští a Solikamští biskupové v Molotovu (Permu)
- 1943–1945 Alexandr (Tolstopjatov)
- 1946–1956 Ioann (Lavriněnko)
- 1956–1957 Alexij (Konopljov)
- 1957–1957 Tovija (Ostroumov)

### Permští a Solikamští biskupové v Permu
- 1957–1960 Pavel (Golyšev)
- 1960–1961 Flavian (Dmitrijuk), dočasný administrátor
- 1961–1962 Sergij (Larin)
- 1964–1966 Leonid (Poljakov)
- 1966–1973 Ioasaf (Ovsjannikov)
- 1973–1974 Viktorin (Běljajev)
- 1974–1981 Nikolaj (Byčkovskij)
- 1981–1982 Ilian (Vostrjakov), dočasný administrátor
- 1982–1984 Nikon (Fomičjov)
- 1984–2002 Afanasij (Kudjuk)
- 2002–2010 Irinarch (Grezin)

### Permští a Kungurští biskupové v Permu
- od 2010 Mefodij (Němcov)